# Alfred de Curzon
 (octobre 2021).
Alfred de Curzon (Paul-Alfred Parent de Curzon dit), né au lieu-dit Moulinet à Migné-Auxances (Vienne) le 7 septembre 1820, mort à Paris le 4 juillet 1895, est un peintre français.

## Biographie

### Famille
Né le 7 septembre 1820 à Moulinet, près de Poitiers dans  une famille de la bourgeoisie poitevine,, il est le fils d'Amable Parent de Curzon et de Victorine de Lambertye, fille du comte Joseph-Emmanuel-Auguste-François de Lambertye.
Marié à Amélie Saglio, il est le père du journaliste et musicologue Henri de Curzon (1861-1942).

### Carrière
Alors qu'il est étudiant, le tableau Médée furieuse d'Eugène Delacroix, exposé au Salon de 1838, lui fait une forte impression. Il s'essaye au pastel et décide de devenir peintre. Il entre le 1er avril 1840 à l'École des beaux-arts de Paris dans l'atelier de Michel Martin Drolling. Sur le conseil d'un de ses condisciples de l'école, Louis Georges Brillouin (1817-1893), il change d'atelier pour suivre les cours de Louis Cabat à partir de 1845.
En 1849 il peint la Mort de Milon de Crotone. Sur la demande de l'Académie, il obtint du ministre de jouir de la pension de Rome pendant deux ans. Il y rencontre Alexandre Cabanel, Jean-Achille Benouville, François-Léon Benouville, Louis Français et Charles Busson qui resta son ami.
Il se rend en Grèce en 1852 avec l'écrivain Edmond About et l'architecte Charles Garnier. L'antiquité grecque l'a alors fortement imprégné et se retrouve dans nombre de ses peintures.
Il débute au Salon de 1843 avec un tableau intitulé Paysage. Il obtient une médaille de 2e classe en 1857, suivie de rappels en 1859, 1861 et 1863. On lui décerne une médaille de 3e classe à l'Exposition universelle de 1867.
Charles Baudelaire note, dans son Salon de 1845 : " Une sérénade dans un bateau, - est une des choses les plus distinguées du Salon. - L'arrangement de toutes ces figures est très-heureusement conçu ; le vieillard au bout de la barque, étendu au milieu des guirlandes, est une très jolie idée. - Les compositions de M. Brillouin et celle de M. Curzon ont quelque analogie; elles ont surtout ceci de commun, qu'elles sont bien dessinées - et dessinées avec esprit."
Alfred de Curzon pratique tous les genres, mais ce sont ses paysages qui l'ont rendu célèbre. On peut voir de nombreux dessins au musée Sainte-Croix à Poitiers.
Il est inhumé au cimetière du Père-Lachaise (28e division).

## Œuvres
- Paysage au cap brun, près de toulon, 1882 et Paysage aux bergers, 1860 : Musée des Beaux-Arts et d'Archéologie Joseph-Déchelette, Roanne
- Paysage, Salon de 1843,
- Les Houblons, Salon de 1845, musée Sainte-Croix, Poitiers,
- Vue du bord du Clain (près de Poitiers), Salon de 1846,
- Souvenir d'Auvergne, Salon de 1846,
- Souvenir des bords de la Loire, effet du matin, Salon de 1846,
- Ondines, paysage avec figues, Salon de 1848,
- Paysage avec figures ; au bord du ruisseau (Lamartine) , Salon de 1849
- Paysage. Ruines de Pæstum (envoi de Rome), Salon de 1853,
- Vue prise à Terracine (envoi de Rome), Salon de 1853,
- Démocrite ; paysage (envoi de Rome), Salon de 1853,
- L'Acropole d'Athènes, vue prise du Pirée, Salon de 1855,
- L'Acropole d'Athènes, vue prise d'Ilyssus, Salon de 1855,
- Bords du Céphise, Salon de 1855,
- Dante et Virgile, sur le rivage du purgatoire, voient venir la barque des âmes que conduit un ange, Salon de 1857, anciennement au musée du Luxembourg, Paris,
- Femmes de Pinisco tissant(royaume de Naples), Salon de 1857,
- Le jardin du couvent (souvenirde Tivoli), Salon de 1857, réexposé en 1867,
- Escalier saint dans l'église San Benedetto près de Subiaco (États Romains), Salon de 1857,
- Albanaise dans la plaine d'Athènes, Salon de 1857,
- Aveugles grecs près d'une citerne, campagne d'Athènes, Salon de 1857,
- Paysage, soleil levant, Salon de 1857,
- Bords du Gardon, près le pont du Gard, Salon de 1857,
- Vue d'Ostie (États Romains), Salon de 1857,
- Psyché ; elle revient des enfers rapportant à Vénus la boîte que lui a donnée Proserpine, Salon 1859, réexposé en 1867, anciennement au musée du Luxembourg, Paris
- Une jeune mère ; souvenir de Picinesca (royaume de Naples), Salon de 1859, réexposé en 1867, musée des beaux-arts de Nantes,
- Le Tasse à Sorrente, Salon de 1859,
- Femmes de Mola di Gaëte (royaume de Naples), Salon de 1859,
- La moisson dans la campagne de Picinesca, Salon de 1859,
- Chapelle du couvent de San Benedetto, près de Subiaco, Salon de 1859,
- Près des murs de Foligno (États Romains), Salon de 1859,
- Près de Civita Castellana (États Romains), Salon de 1859,
- Ecco Fiori ! - souvenir des bouquetières de Naples, Salon de 1861, réexposé en 1867,
- Au fond des bois, Salon de 1861
- ne lessive à la Cervara (États Romains), Salon de 1861,
- Halte de pèlerins au couvent de San Benedetto, à Subiaco (États Romains), Salon de 1861,
- Faille de pêcheurs dans l'île de Capri - Golfe de Naples, Salon de 1861,
- L'Ilyssus et les ruines du temple de Jupiter, près d'Athènes, Salon de 1861, réexposé en 1867,
- Ave Maria ! - souvenir d'Italie, Salon de 1863,
- Petite fille de Galinaro, Salon de 1863,
- Le Vésuve, vu des ruines de l'amphithéâtre de Pompeï, Salon de 1863,
- La vendange à Procida, golfe de Naples (Lamartine, Graziella), Salon de 1864,
- Ruines d'un pont romain sous les murs de Narni, Salon de 1864,
- L'Ange consolateur (de Lamartine. Préface des Méditations poétiques), Salon de 1865,
- Au bord d'un torrent dans les Appennins, Salon de 1865,
- Un rêve dans les ruines de Pompeï - Les ombres des anciens habitants reviennent visiter leurs demeures, Salon de 1866,
- Dominicains ornant de peintures leur chapelle, Salon de 1867, anciennement au musée du Luxembourg, Paris,
- Solitude ; paysage, Salon de 1867,
- La devineresse, Salon de 1868,
- Vue prise d'Ostie, pendant la crue du Tibre (États Romains), Salon de 1868.
- Vue prise sur la côte de Sorrente, Salon de 1869,
- Les bords du Clain à Poitiers, Salon de 1869,
- La naissance d'Homère, Salon de 1870,
- Au bord de l'océan, Salon de 1870,
- Vue de la rade de Toulon, Salon de 1872,
- Le ruisseau des Moulières, près de Toulon, Salon de 1872,
- Au bord d'un ruisseau', Salon de 1873,
- Vue de Toulon, prise du fort Napoléon, Salon de 1873, réexposé en 1878,
- Le premier portrait, Salon de 1874,
- Sérénade dans les Abruzzes, Salon de 1874,
- Souvenir des côtes de Provence, Salon de 1874,
- Triptyque, Salon de 1875,
- Ruines du temple de Jupiter, près d'Athènes, Salon de 1876,
- Ruines du portique oriental des Propylées et du palais des ducs d'Athènes, vues du sommet de l'Acropole, Salon de 1876, réexposé en 1878,
- Graziella, Salon de 1877,
- Ruines d'aqueducs dans la campagne de Rome, Salon de 1877,
- Près d'un puits public, souvenir d'Amalfi, Salon de 1878,
- Les ruines de l'Acropole d'Athènes en 1852, Salon de 1878,
- Sur l'escalier d'Altrani, à Ravello, Salon de 1879,
- Au bord de l'eau, souvenir du lac Larezzano, Salon de 1879,
- La jeune fille et son ange gardien, Salon de 1880,
- Vue prise du bord du Gardon, près du pont du Gard, Salon de 1880,
- Ruines du temple d'Erechtée sur l'Acropole d'Athènes, Salon de 1881,
- Au bord de la mer, à Naples, en vue de l'île de Capri, Salon de 1882,
- Vue des côtes de Provence, prise de la presqu'île Sicié, près de Toulon, Salon de 1882.
- Le Christ montrant ses plaies à saint Thomas, église Saint-Nicolas-du-Chardonnet, Paris,
- Vue d'Amalfi, vue de Pissinico, musée du Vieux-Château, Laval,
- Bords du Trévirone, musée des beaux-arts d'Angers.

## Décoration
- Chevalier de la Légion d'honneur, le 15 août 1865